# Edgar Neville
Edgar Neville Romrée (Madrid, 28 de diciembre de 1899-Madrid, 23 de abril de 1967), iv conde de Berlanga de Duero, fue un diplomático, escritor, dramaturgo, director de cine y pintor español.

## Primeros años
Nació en la calle de Trujillos. Su padre fue Edward Hermann Neville, ingeniero inglés que se ocupaba en España de los negocios de la empresa de motores de su padre, afincada en Liverpool, Julius G. Neville & Co (llamada después Sociedad Anglo-Española de Motores); su madre era María Romrée y Palacios, hija del conde de Romrée y de la condesa de Berlanga de Duero, título que heredaría él. 
Pasó su infancia en la casa palaciega que sus abuelos los Romrée poseían en la localidad valenciana de Alfafar, lugar que siempre recordaría como uno de los más felices espacios de su niñez. Vivió también en La Granja de San Ildefonso (Segovia) y cursó estudios en el colegio del Pilar, donde se relacionó con quienes constituirían parte de la futura intelectualidad española. Desde muy pronto mostró afición a las letras.
Siempre le atrajo el carnaval, afición que con el tiempo llevaría a sus películas. Estrenó en 1917 La Vía Láctea con la compañía de La Chelito, una comedia a lo vodevil en medio acto. En ese tiempo conoce al humorista y dibujante Tono, quien llegaría a ser uno de sus mejores amigos.
Cursó estudios de Derecho sin mucho entusiasmo, pues pronto mostró afición por el teatro. Tras el desengaño amoroso con una joven actriz de la época, se alistó con los húsares que eran destinados a la guerra de Marruecos. Duró poco en el Protectorado, pues a raíz de una enfermedad es devuelto a España. Restablecido, participó en la tertulia del Café Pombo, donde conoce a José López Rubio. Marchó a Granada, donde consiguió terminar sus estudios de abogado. En la ciudad de la Alhambra entabló amistad con el poeta Federico García Lorca y con el músico gaditano Manuel de Falla, con quien compartió su pasión por el flamenco y las letras.
Casó con la malagueña Ángeles Rubio-Argüelles y Alessandri, con quien tuvo 2 hijos (Rafael y Santiago). Los esposos se fueron a vivir a la calle Alfonso XII, en una casa que le decora su amigo el arquitecto Carlos Arniches Moltó, al que no hay que confundir con Carlos Arniches Barreda, su padre y afamado comediógrafo. En esta época viajó frecuentemente a Málaga, donde la editorial Imprenta Sur le publica sus primeros libros. Por entonces entabló nuevas relaciones con el pintor Salvador Dalí y los poetas Manuel Altolaguirre, Emilio Prados o José María Hinojosa, todos ellos pertenecientes a la Generación del 27.
Con el ánimo de conocer mundo ingresó en 1922 en la carrera diplomática. Tras varios puestos en el extranjero, fue destinado como secretario de Embajada en la Embajada en Washington. También viajó a Los Ángeles, lugar que le atrajo por las posibilidades que le ofrecía para introducirse en el mundo del cine. Logró entablar amistad con Charles Chaplin, quien le contrató como actor de reparto en su película Luces de la ciudad, donde hacía el papel de guardia. Chaplin le abre caminos y la Metro Goldwyn Mayer lo contrató como dialoguista y guionista, ya que en aquella época se rodaban versiones en español con destino al mundo hispano. Una vez consolidado como residente en Hollywood, comenzó a atraer a la meca del cine a muchos de sus amigos: José López Rubio, Eduardo Ugarte, Tono, Luis Buñuel y Enrique Jardiel Poncela, entre otros. En los años 1930 se separó de su esposa y se relacionó sentimentalmente con Conchita Montes, una aristócrata intelectual y artista bien relacionada.

## Guerra Civil
Fuera por convicción o por conveniencia, se afilió a Izquierda Republicana y gozó de la confianza del ministro de Estado, Julio Álvarez del Vayo. Tras estallar la Guerra Civil, esa relación le sirvió para evitar represalias por proteger a personas de ideas derechistas y para conseguir ser destinado en la Embajada en Londres. Una vez allí actuó como espía a favor del bando rebelde, pasando información sobre adquisición de armamento y contratación de pilotos de aviación. Consiguió que Conchita Montes fuera trasladada también a Londres y a finales de 1936 huyó a Francia porque —según él mismo relató— había sido descubierto. De allí pasó a la zona franquista con la intención de incorporarse a su servicio diplomático. Sin embargo, fue acusado debido a su antigua militancia republicana, por haber sido hostil a la CEDA —a la que consideraba un grupo de beatos— y a Falange Española de las JONS —para él, un grupo de matones—, y por haber simpatizado con comunistas como Rafael Alberti. Neville se afilió entonces a FET y de las JONS, el partido único, y se alistó en el Ejército, realizando servicios de propaganda. En 1938 fue admitido en el servicio diplomático.
Estuvo presente en el frente de Madrid, la batalla de Brunete y la toma de Bilbao, donde pudo filmar pavorosas escenas de la contienda que le producen hondo impacto. Escribe también guiones de películas de carácter propagandístico, como Juventudes de España (1938), La Ciudad Universitaria (1938), Vivan los hombres libres (1939) y Frente de Madrid (1939). Terminada la guerra inicia su actividad cinematográfica y teatral, alabada por todos los críticos de entonces, y publica su obra Frente de Madrid, obra vista desde las trincheras que rodeaban la ciudad.

## Carrera artística
Acabada la guerra, y guiado por su amigo Ricardo Soriano Scholtz Von Hermensdorff, marqués de Ivanrey, adquirió una residencia en Marbella a la que, por nostalgia de sus días en California, llamó «Malibú». Allí se instaló con su compañera Conchita Montes. Su ya mencionada afición por la gastronomía fue lo que puso en peligro su salud, pasando por varios tratamientos y clínicas de adelgazamiento.

Rodaje de La señorita de Trevélez (1936) en Alcalá de Henares

Hombre exquisito, de múltiples talentos y aficiones, aprovechó todo cuanto pudo ofrecerle su época. Debido a su adscripción al bando sublevado y a que su actividad fue desarrollada en la industria del entretenimiento, y cultivando sobre todo el humor, no fue incluido por lo general entre la nómina de intelectuales de la generación del 27, como les ocurriría también a sus amigos escritores del bando golpista, como Miguel Mihura, Tono, Enrique Jardiel Poncela, Álvaro de Laiglesia...[cita requerida]  Tanto Edgar como ellos optaron por un humor no comprometido políticamente, que cultivó en todos los géneros: teatro, poesía, novela, cine, pintura... Desde sus posiciones de privilegio criticaban sin aspereza las costumbres de la misma burguesía de entonces, como la cursilería y el absurdo. Junto con Tono, Antonio Mingote y Mihura escribe en la revista de humor La Codorniz, sucesora del semanario La Ametralladora, que Mihura publicó en San Sebastián.
Destacó sobre todo como director de cine. La vida en un hilo tuvo un gran éxito de público. Se gestó primero como película y más tarde fue convertida en comedia musical por su hijo Santiago. Es una reflexión risueña sobre los mecanismos del azar, a la vez que un alegato contra la burguesía entendida como enfermedad del alma, contra la cursilería y contra la estrechez de miras disfrazada de sentido común. También fue un gran éxito la obra teatral El baile, que se mantuvo en cartel durante siete años. Trata de un trío amoroso que triunfa sobre el tiempo y las generaciones. Llevada al cine, se distinguía por sus ágiles y brillantes diálogos, donde alternan ternura y disparate. Además de El baile, estrenó otras comedias en teatro, como Margarita y los hombres (1934), Veinte añitos (1954), Rapto (1955), Adelita (1955), Prohibido en otoño (1957), Alta fidelidad (1957) y La extraña noche de bodas (1961), así como la adaptación teatral de La vida en un hilo en 1959.
Cultivó también otros géneros cinematográficos, como el cine policíaco español, con obras como La torre de los siete jorobados (1944) y El crimen de la calle de Bordadores (1946). En cuanto al musical, dejó una valiosa película documental sobre el estado del flamenco a la altura de 1952 titulada Duende y misterio del flamenco.

## Premios
Medallas del Círculo de Escritores Cinematográficos
| Año  | Categoría                | Película           | Resultado |
| ---- | ------------------------ | ------------------ | --------- |
| 1946 | Mejor argumento original | La vida en un hilo | Ganador   |
| 1946 | Mejor guion              | La vida en un hilo | Ganador   |
| 1950 | Mejor argumento original | El último caballo  | Ganador   |

## Filmografía como director
- El presidio (1930)
- Yo quiero que me lleven a Hollywood (1931)
- Do, Re, Mi, Fa, Sol, La, Si o La vida privada de un tenor (1934)
- El malvado Carabel (1935)
- La señorita de Trevélez (1936)
- Juventudes de España (1938)
- La Ciudad Universitaria (1938) - documental sobre la Batalla de la Ciudad Universitaria
- Vivan los hombres libres (1939)
- Santa Rogelia (1939)
- Frente de Madrid (1939)
- Verbena (1941)
- Sancta Maria (1942)
- La parrala (1942)
- Correo de Indias (1942)
- Café de París (1943)
- La torre de los siete jorobados (1944)
- Domingo de carnaval (1945)
- La vida en un hilo (1945)
- El crimen de la calle de Bordadores (1946)
- El traje de luces (1946)
- Nada (1947)
- El Marqués de Salamanca (1948)
- El señor Esteve (1948)
- El último caballo (1950)
- Cuento de hadas (1951)
- El cerco del diablo (1951)
- Duende y misterio del flamenco (1952)
- La ironía del dinero (1955)
- El baile (1959)
- Mi calle (1960)

## Obras literarias
- Frente de Madrid, Madrid, Espasa-Calpe, 1941
- Mi España particular: guía arbitraria de los caminos turísticos y gastronómicos de España. Madrid: Editorial Taurus; 1957.
- Marramiau, Madrid, Escelicer, 1958
- La vida en un hilo, Madrid, Escelicer, 1959
- Alta fidelidad, Madrid, Escelicer, 1960
- Teatro de Edgar Neville, Madrid, Biblioteca Nueva, 1963
- Amor huido, Madrid, Taurus, 1965
- El día más largo de Monsieur Marcel, Madrid, Afrodisio Aguado, 1965
- La familia Mínguez, Madrid, Afrodisio Aguado, 1967
- Prohibido en otoño, Madrid, Escelicer, 1968
- Teatro selecto de Edgar Neville, Madrid, Escelicer, 1968
- Margarita y los hombres, Madrid, Escelicer, 1969
- Judith y Holofernes, Madrid, Ediciones El Observatorio, 1986
- Su último paisaje, y otros poemas. Ayuntamiento de Málaga, 1991
- El baile. Cuentos y relatos cortos, Madrid, Castalia, 1996
- Don Clorato de Potasa, Madrid, Espasa Calpe, 1998
- Eva y Adán, Zaragoza, Libros del Innombrable, 2000
- Flamenco y cante jondo, Madrid, Rey Lear, 2006
- Producciones García, S.A., Madrid, Castalia, 2007
- La piedrecita angular, Madrid, Clan, 2011
- El buen humor de Edgar Neville (Relatos casi olvidados), La Coruña, Arenas, 2020
- Edgar Neville, cuentista, La Coruña, 2023